# Paul Adolph

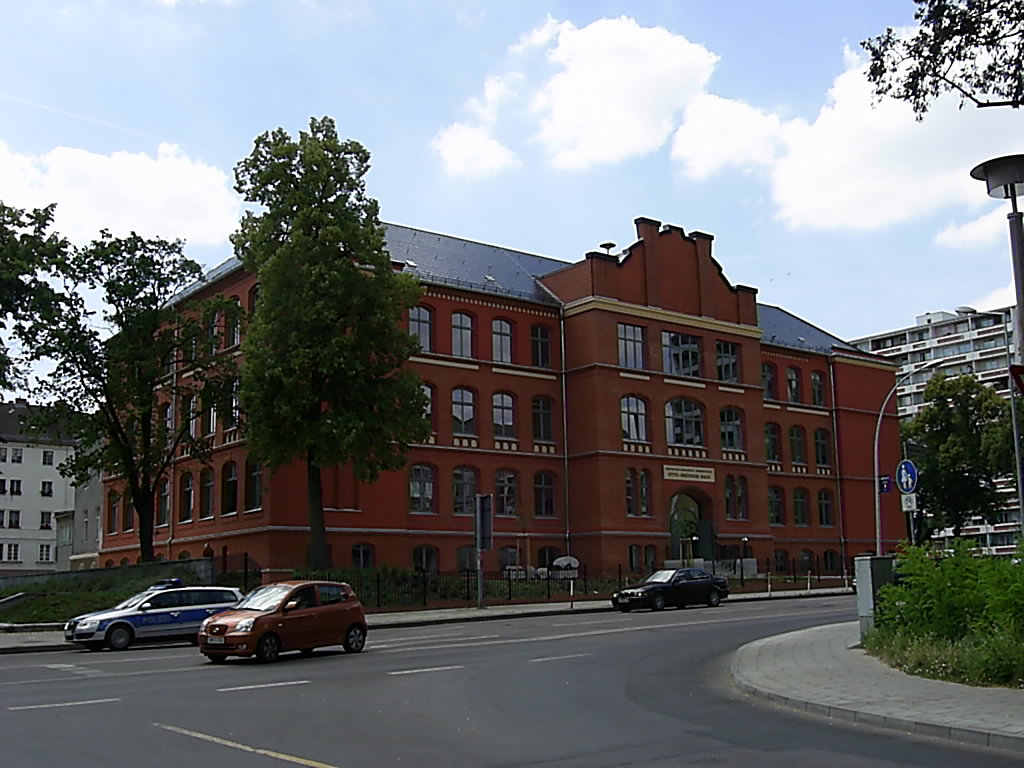
Budynek dawnej Baugewerkschule, otwartej w 1899 przez Paula Adolpha

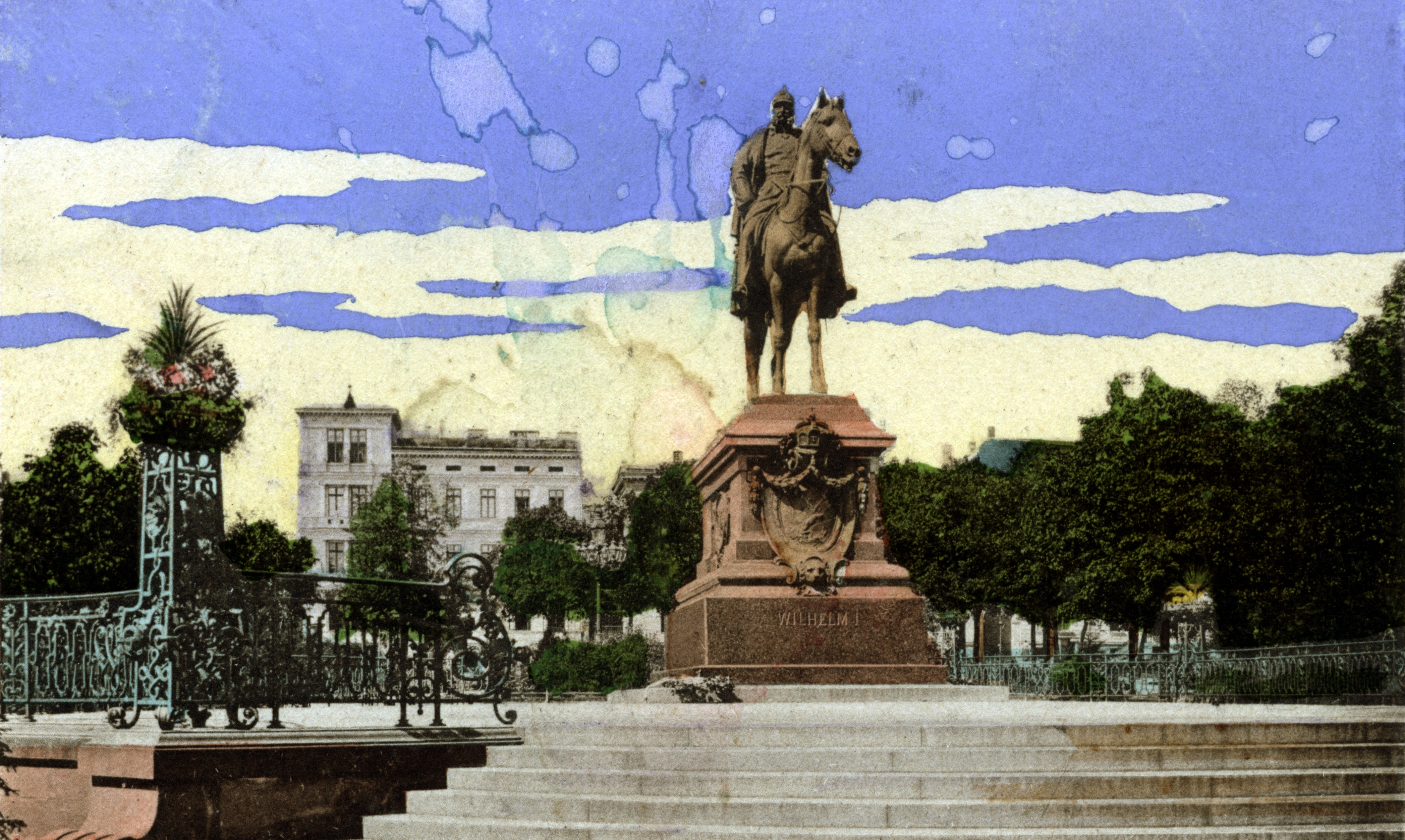
Pomnik cesarza Wilhelma I odsłonięty w 1900

Johann Paul Walther Adolph (potocznie Paul Adolph; ur. 29 lutego 1840 w Toruniu, zm. 10 sierpnia 1914 w Hildesheim) – niemiecki prawnik i polityk, nadburmistrz Frankfurtu nad Odrą na przełomie XIX i XX wieku.

## Życiorys
Odbył studia prawnicze, uzyskał doktorat nauk prawnych, pracował jako sędzia powiatowy w Golubiu (niem. Gollub). Przybył do Frankfurtu nad Odrą i tu 21 grudnia 1869 został wybrany na radnego miejskiego. Od 13 lutego 1877 zastępca nadburmistrza. W 1882 bez powodzenia ubiegał się o władzę nad miastem, przegrał z dotychczasowym nadburmistrzem von Kemnitzem.
Nadburmistrz Frankfurtu nad Odrą od 31 grudnia 1894 do 1903. Sfinalizował wiele inwestycji:
- Most Odrzański (niem. Oderbrücke; otwarcie 19 grudnia 1895);
- uruchomienienie komunikacji tramwajowej w mieście (23 stycznia 1896);
- otwarcie Baugewerkschule (otwarcie w 1899; ob. Otto-Brenner-Gymnasium);
- pomnik cesarza Wilhelma I (1900);
- otwarcie szpitala miejskiego (20 października 1901);
- otwarcie budynku Cesarskiej Wyższej Dyrekcji Pocztowej (1902);
- otwarcie nowej elektrowni miejskiej.

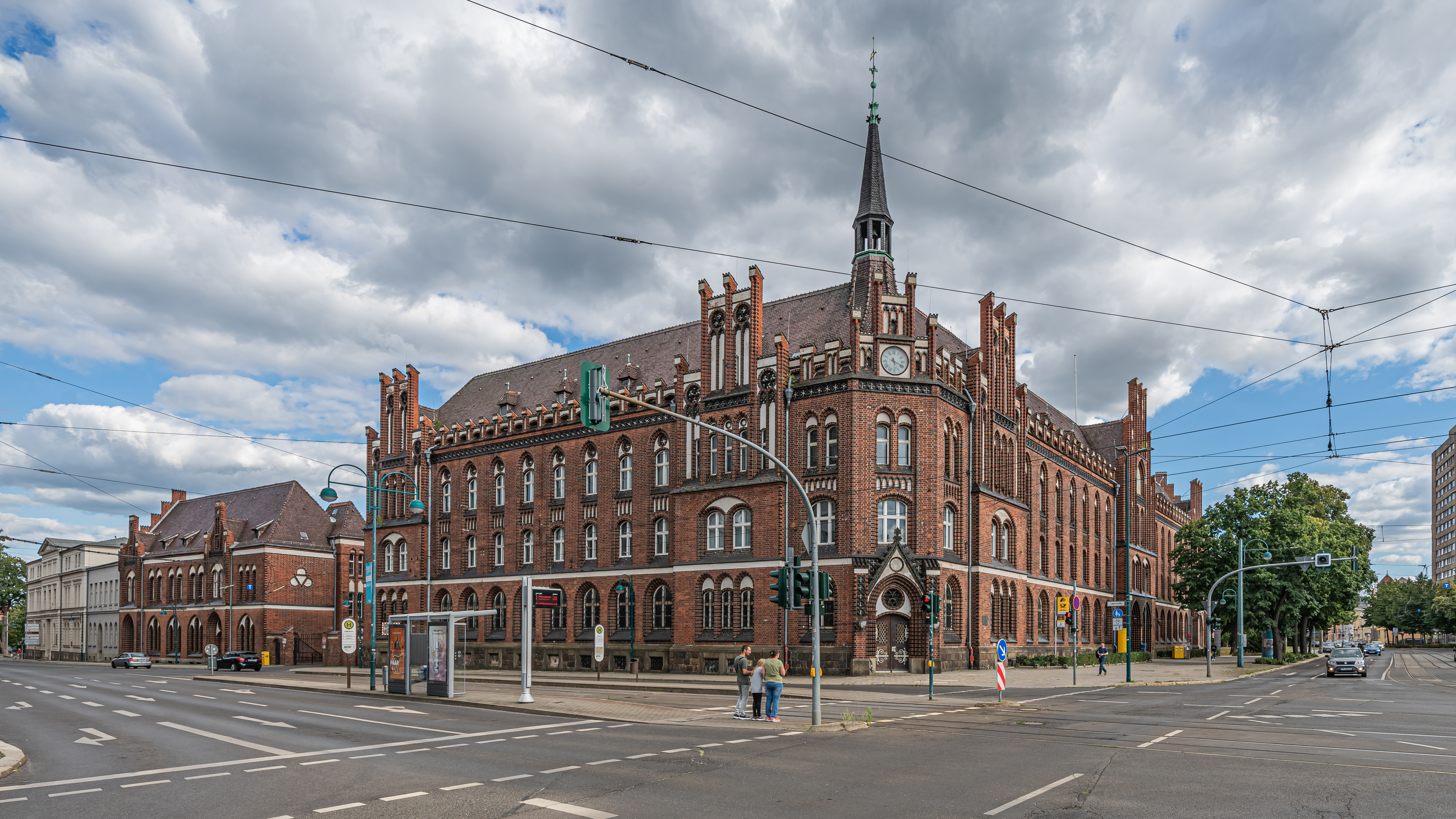
Poczta Główna we Frankfurcie nad Odrą, otwarta w 1902

Po 9 latach urzędowania zrezygnował ze stanowiska i przeszedł na emeryturę. Radni miejscy, w uznaniu jego zasług podczas 33-letniej pracy w magistracie, przyznali mu honorowe obywatelstwo miasta.
Adolph przeniósł się do Hildesheim w Dolnej Saksonii, gdzie zmarł 29 lutego 1914.